# Vomero

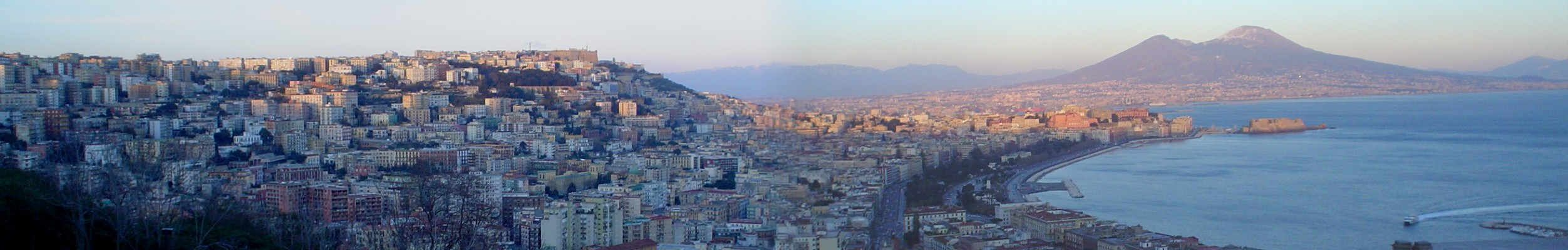
Vista de Vomero.

Vomero es uno de los barrios situados en las colinas de Nápoles, Italia. Limita al norte con el barrio de Arenella, al oeste con Soccavo y Fuorigrotta, al sur con Chiaia y al este con Montecalvario y, solo unos pocos metros, con Avvocata.
Desde la "reforma de descentramiento" de 2005, Vomero forma con Arenella la Municipalità 5, que, con sus 120 000 habitantes, es la más densamente poblada de la ciudad. El punto más alto del barrio es la Certosa di San Martino con 251 m.

## Etimología
En la época romana, la colina de Vomero se llamaba Paturcium (probablemente de Patulcius, nombre conectado a Jano, dios al que estaba dedicada la colina) y en la Alta Edad Media, por corrupción lingüística, Patruscolo o Patruscio. El topónimo actual, atestiguado a finales del siglo XVI (cuando no se refería a toda la colina, sino solo a una antigua casa de campo), tiene probablemente origen en su antigua vocación agrícola y al juego del vomere, un pasatiempo campesino que ganaba quien, con la reja (vomere) del arado, trazaba el surco más derecho. La actividad vinculada al campo y la gran cosecha de verduras cultivadas le valieron durante siglos el sobrenombre de Collina dei broccoli (Colina de los brócolis).

## Historia

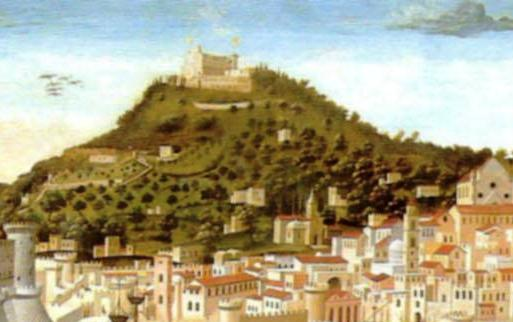
Vomero (detalle de la Tavola Strozzi, 1474).

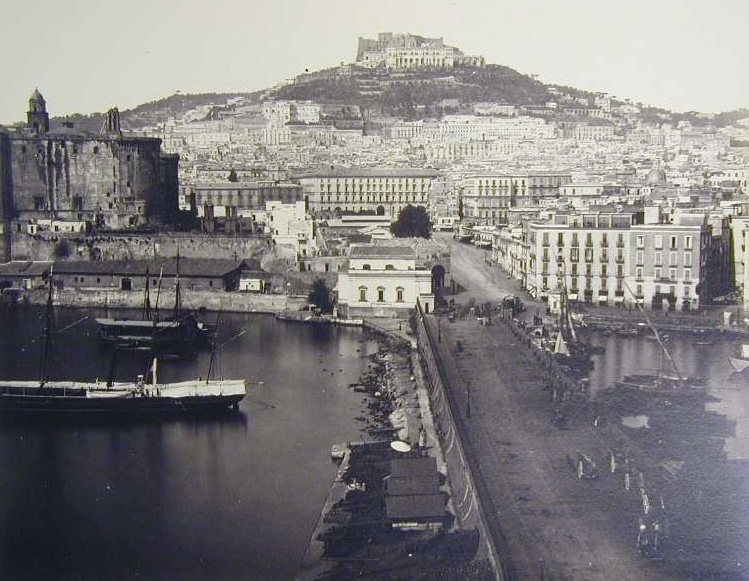
Vomero en una foto de Giorgio Sommer en torno a 1860-70.

Hasta finales del siglo XIX, Vomero consituía una periferia lejana y casi deshabitada de la ciudad de Nápoles. Sus zonas más antiguas, como el rione Antignano, eran núcleos rurales, pueblos que desde los tiempos de los romanos estaban situados en la "Via Puteolis Neapolim per colles", calle que antes de la excavación de la galería de unión entre Fuorigrotta y Mergellina constituía la única conexión terrestre entre los Campos Flégreos y la ciudad. En torno al siglo II d. C. la calle fue remodelada y se llamó Via Antiniana, que da nombre al rione. Según la tradición, en el antiguo pueblo que hoy es el rione Antignano sucedió por primera vez el milagro de San Gennaro, entre el 413 y el 431 d. C.
Posteriormente, tras la dominación de las dinastías normandas y suabas, con la Casa de Anjou, después las Vísperas sicilianas, Nápoles se convierte en capital en 1282 (lo sería hasta la unificación italiana en 1860). Comenzó a surgir entonces la necesidad de expandirse por las laderas de la colina de Vomero, sobre todo por razones estratégicas. La zona comenzó a poblarse, sobre todo a partir de la construcción de la Certosa di San Martino en 1325 y casi al mismo tiempo se sustituyó la antigua torre de vigía (de la época normanda) cerca del Chiostro, con el Castello di Belforte, núcleo original del Castel Sant'Elmo. El aspecto del resto del territorio de Vomero se mantuvo inmutado.
Bajo reyes aragoneses y los posteriores 
virreyes españoles, Nápoles se encontró con un vertiginoso crecimiento demográfico, debido a la fuerte inmigración desde los centros de los alrededores y del resto del reino. La necesidad de aumentar el territorio de la ciudad indujo al virrey Pedro Álvarez de Toledo a dirigir el desarrollo de la ciudad (entonces solo plana) hacia las laderas de las colinas, que permanecían hasta ese momento sin asentamientos significativos. Sin embargo, en 1556 una ley prohibió la construcción de nuevos edificios en torno a Sant'Elmo y, en 1583, también en las laderas de la colina.

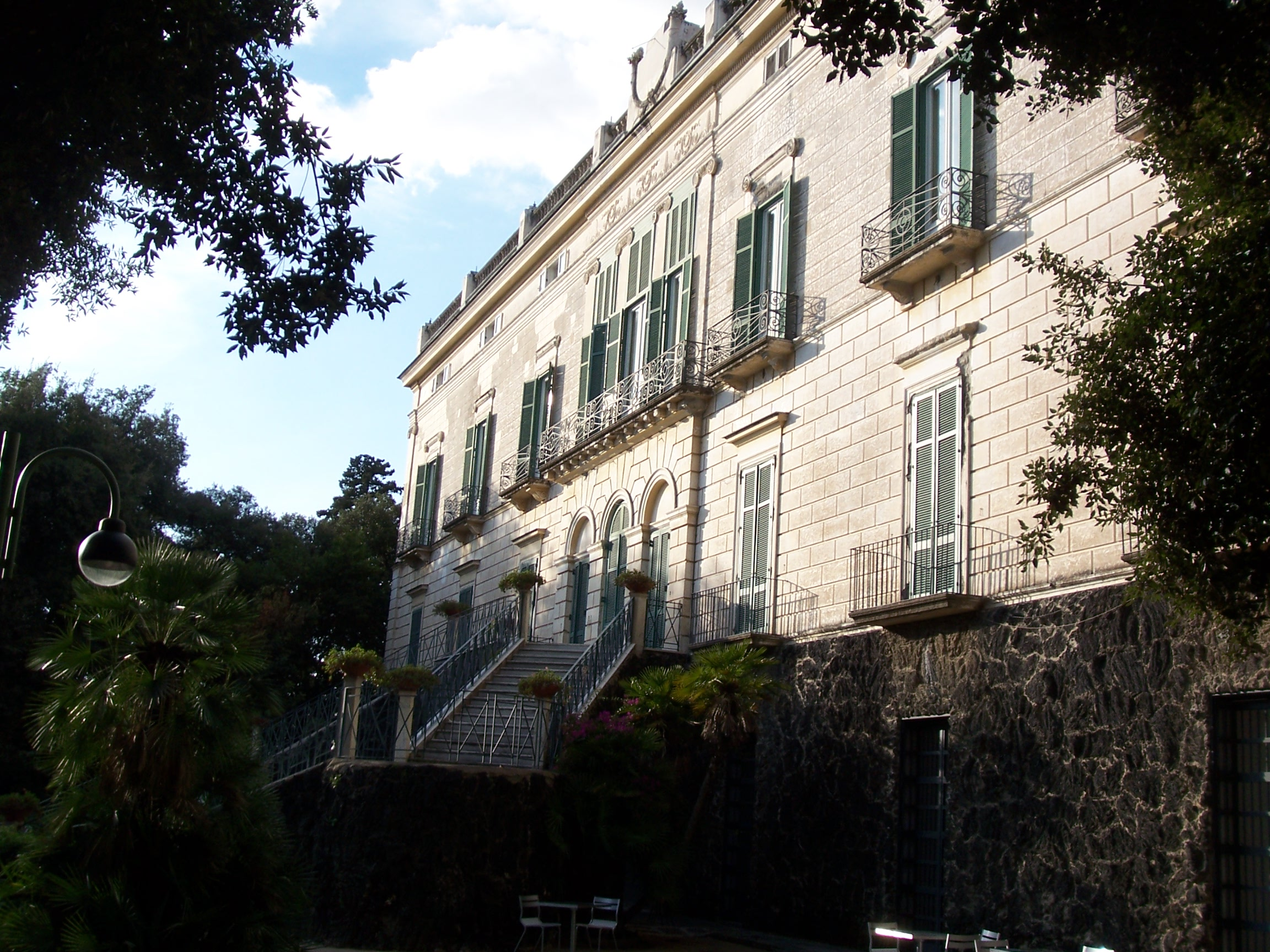
Villa Floridiana.

Con los virreyes posteriores a Don Pedro, continuó la expansión urbanística, provocando la fusión de muchas aldeas; se comenzaron a formar en la colina aglomeraciones más homogéneas, pueblos y casas de campo. En el siglo XVII aparecieron en la ciudad las primeras construcciones en las colinas.
Durante la peste del 1656, se usó la colina como refugio por parte de la nobleza y el clero: comienza la tendencia de la aristocracia residente en el centro histórico de construirse una segunda casa en Vomero, tendencia que se acentuará en el siglo XVIII, sobre todo gracias a la apertura de la nueva Via Salvator Rosa. Entre todas las familias nobiliarias que se establecieron en Vomero, están los Carafa, los Conti di Acerra, los Ruffo di Sicilia, los Cacciottoli y los Cangiani.
En 1817, Vomero se convirtió en residencia no solo nobiliar, sino también real, con la adquisición de una villa por Fernando I de Borbón, la futura Villa Floridiana.
En 1809, en la nueva división administrativa de la ciudad realizada por Gioacchino Murat, todos los pueblos de Vomero pasaron a formar parte de la ciudad de Nápoles, en el distrito de Avvocata. Finalmente, hacia la mitad del siglo XIX, la apertura del Corso Maria Teresa (rebautizado Corso Vittorio Emanuele después de 1860), por voluntad de Fernando II, delimitó el límite inferior del futuro barrio de Vomero.

## La fundación delnuovo Rioney la urbanización de Vomero

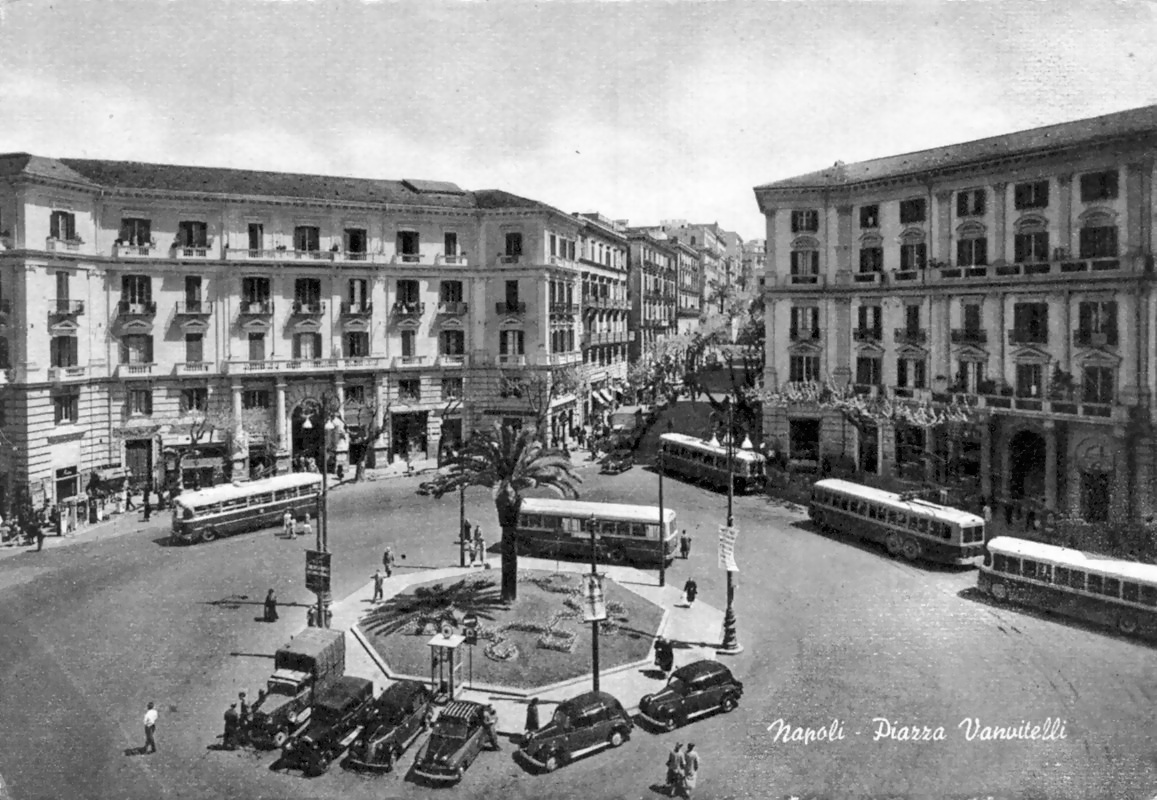
Piazza Vanvitelli en los años cincuenta.

El verdadero desarrollo residencial de Vomero tuvo inicio hacia finales del siglo XIX, más precisamente en 1885, con la fundación (dentro del risanamento) del Nuovo Rione y el diseño de un trazado viario de malla reticular y esquema radial que aplicaba los dictados racionalistas en boga en el urbanismo europeo de finales del siglo, siguiendo el ejemplo de la París del Barón Haussmann (experiencias análogas en el urbanismo italiano se encuentran en los barrios romanos de Esquilino y Testaccio).
Desde el primer momento se concibió Vomero como un barrio residencial destinado a la alta burguesía: las espléndidas villas y palacios de estilo Liberty que se construyeron en gran número a principios de siglo alrededor de la Villa Floridiana y hacia la zona del Castel Sant'Elmo y San Martino constituyeron hasta mediados del siglo XX el rasgo distintivo del nuevo barrio.
Antes de la Legge pel Risanamento, además, una banca piemontesa, la Banca Tiberina, había comprado en Vomero terrenos entre San Martino, Via Belvedere y Antignano, con la intención de construir un nuevo barrio (ya Garibaldi había pensado en las colinas como potenciales nuevos rioni, en los que sin embargo él creía que se debía de alojar el proletariado). El 11 de mayo de 1885 los reyes pusieron la primera piedra y el 20 de octubre de 1889 se inauguró el Nuovo Rione, con la apertura del Funicolare di Chiaia, al que siguió el Funicolare di Montesanto en 1891.

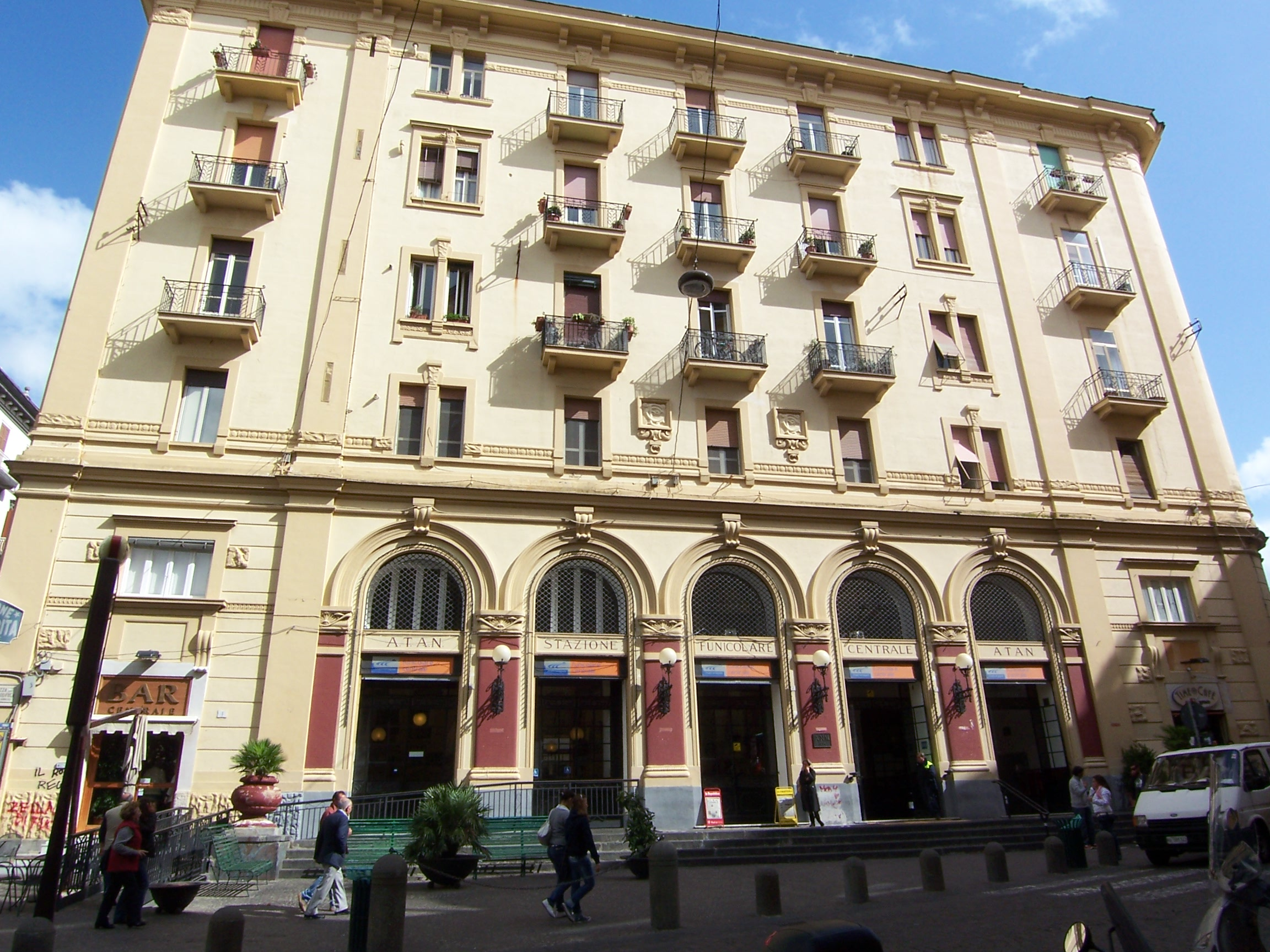
Estación superior del Funicolare Centrale, en la Piazza Fuga.

Hasta esta fecha, pero todavía durante varias décadas después, la vida y la historia de la colina de Vomero y la ciudad de Nápoles evolucionaron por separado. "Voy a Nápoles", "Bajo a Nápoles" eran las frases de los habitantes de Vomero para indicar que iban a la ciudad. Pero, después del 11 de mayo de 1885, Vomero comienza lentamente a fusionarse territorialmente con la ciudad. Una fusión que, concluida a finales del siglo XX, significará inevitablemente importar todos los problemas no resueltos heredados de la difícil historia de la ciudad de Nápoles.
El primer ejemplo de construcciones "urbanas" fueron los "Quattro palazzi" de la Piazza Vanvitelli, edificados a comienzos del siglo XX por la Banca Tiberina. Tras el comienzo de las obras, sin embargo, la escasa respuesta del mercado (debida a las dificultades económicas de la época y a los difíciles conexiones entre la ciudad y las colinas) impulsó a la banca (propietaria de las zonas edificables y los dos funiculares) a ceder en 1899 sus derechos a la Banca d'Italia. Esto provocó la paralización durante varios años de las obras previstas en el plano de urbanización (fruto de la Convención acordada entre el Municipio y la Banca Tiberina). A principios del siglo XX estaban por tanto realizados (aparte del trazado de las parcelas) solo una parte de los edificios en el centro de Vomero (entre Piazza Vanvitelli, y en las Via Scarlatti y Via Morghen). Todas las nuevas construcciones eran de estilo neorrenacenista, que continuará en Nápoles hasta los años treinta del siglo XX, arrastrando durante años los proyectos de finales del siglo XIX.
La Banca d'Italia, para recuperar el capital invertido, decide vender los inmuebles ya construidos y los terrenos, y dividir las manzanas en parcelas pequeñas más fácilmente vendibles. En consecuencia, en los primeros años del siglo XX no hubo un impetuoso desarrollo urbanístico, sino que surgieron construcciones menos intensivas, de villas con dos o tres plantas, rodeadas por jardines; los cuales, por otra parte, tenían la capacidad de dar más valor al paisaje de la zona que los grandes edificios umbertinos. El gusto arquitectónico que caracterizó este período, hasta mediados de los años veinte, fue el liberty, junto con el neoecléctico.

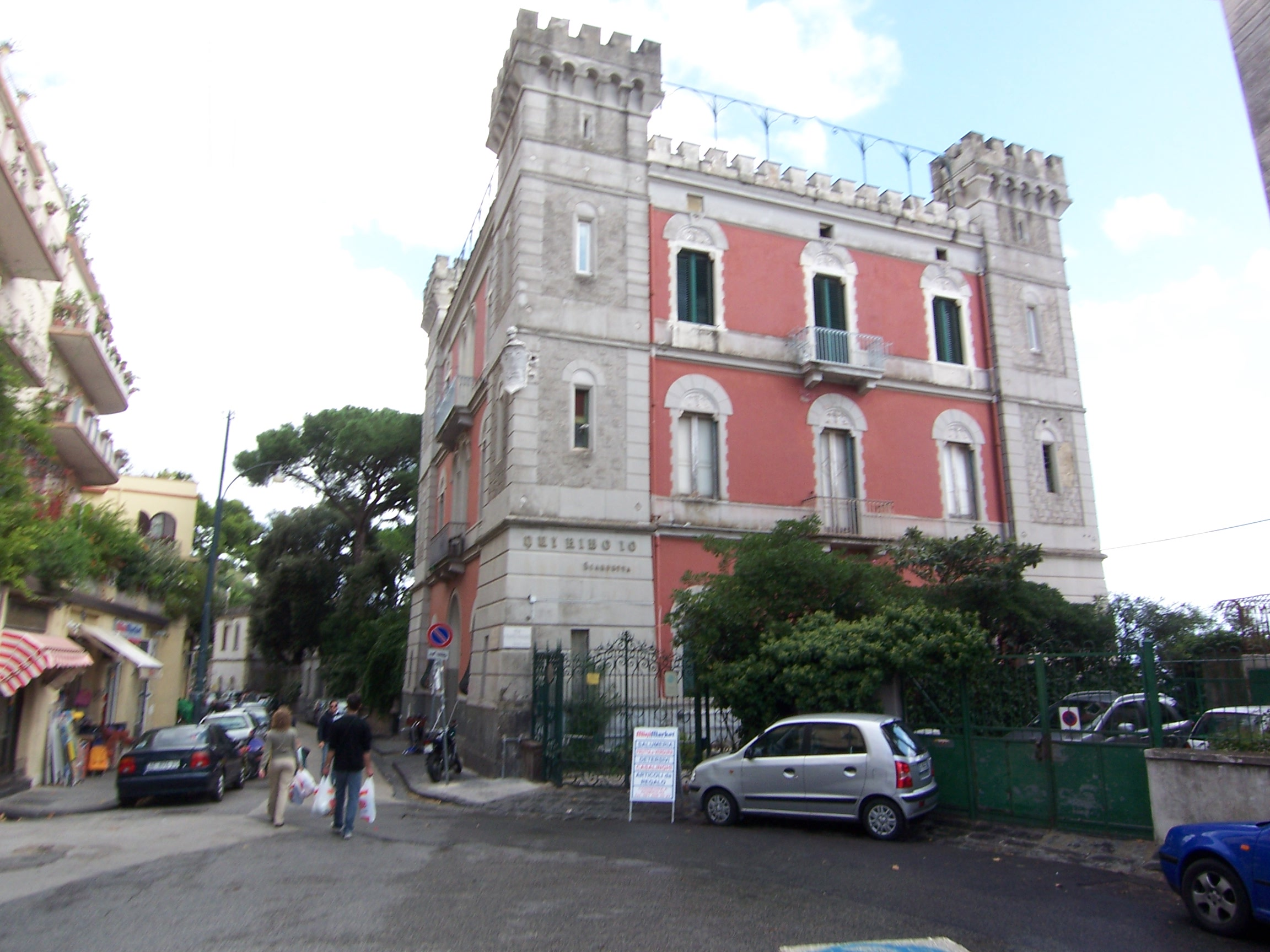
Villa La Santarella de Eduardo Scarpetta.

"La construcción de pequeñas parcelas, que comenzó a principios del siglo, continuó también tras la Primera Guerra Mundial y continuó a atraer a una nueva clase social, capaz de adquirir villas unifamiliares o para pocas familias, formada principalmente por profesionales, empresarios, personas adineradas que, con sus exigencias y su modelo de vida, definieron el carácter del nuevo barrio. En esta época la vida en Vomero comenzó a tomar sus propias costumbres, girando alrededor de Piazza Vanvitelli, los funiculares, los ejes de Via Scarlatti y Via Luca Giordano. Continuó el desarrollo de las zonas de la Via Aniello Falcone, la Via Palizzi, y la "Santarella"; se abrieron grandes escuelas prestigiosas (la "Vanvitelli", el "Sannazaro"), lugares elitistas de ocio, como el teatro "Diana", inaugurado en 1933, cines, restaurantes, cafeterías (...); clínicas limpias y eficientes, la elegante iglesia de estilo basilical paleocristiano de San Gennaro, el nuevo Stadio Arturo Collana y tiendas elegantes. También eran muy numerosos los artistas. El Vomero de esta época es el que se describe con pesar en los libros que lo recuerdan, el que ha creado el mito en el imaginario colectivo, el de la nostalgia, el "Vomero desaparecido", el "Paraíso perdido", una realidad única e irrepetible".
La apertura del nuevo Funicolare Centrale, en 1928, facilitando los desplazamientos entre Vomero y el centro, llevó a un incremento significativo de la urbanización, que se orientó de nuevo a los grandes edificios, construidos según los diferentes estilos entonces de moda (del liberty al neoecléctico, pasando por el primer racionalismo). El nuevo centro habitado se expande hasta englobar los antiguos pueblos (Vomero Vecchio, Antignano).

## De la posguerra a la actualidad
En la posguerra, la siempre intensa demanda de viviendas y la consiguiente especulación inmobiliaria de los años sesenta, da inicio a la construcción de varios edificios residenciales, causando la desaparición de muchos jardines y la destrucción de villas antiguas y de estilo Liberty; se fue configurando como barrio de la alta burguesía, llegando a englobar Arenella y extendiéndose hasta las laderas de la collina dei Camaldoli, no sin algunos auténticos atentados arquitectónicos (como la infame Muralla China de Mario Ottieri en la Via Aniello Falcone, o los edificios de la Via Caldieri).
Actualmente Vomero es una zona con alta densidad residencial y comercial, que conserva la imagen de barrio ameno, rico y cómodo.
En Vomero, en particular en sus zonas peatonales como Via Scarlatti y Via Luca Giordano, hay muchas tiendas prestigiosas y frecuentados locales nocturnos, teatros, bares y restaurantes que hacen de Vomero uno de los barrios más elegantes de Nápoles.
El barrio conserva todavía muchos ejemplos de su arquitectura original, que constituyen un patrimonio de toda la arquitectura italiana. Además, es todavía posible observar, aparte de los monumentos ya citados, construcciones históricas como, por ejemplo, algunas de las villas nobiliarias más antiguas (Villa del Pontano, Villa Belvedere, Villa Regina, Villa Lucia, Villa Haas, Villa Presenzano o Diaz, Villa Ricciardi, Villa Leonetti, Villa Salve) y un antiguo edificio de la aduana borbónica, en el rione Antignano.

## Transporte

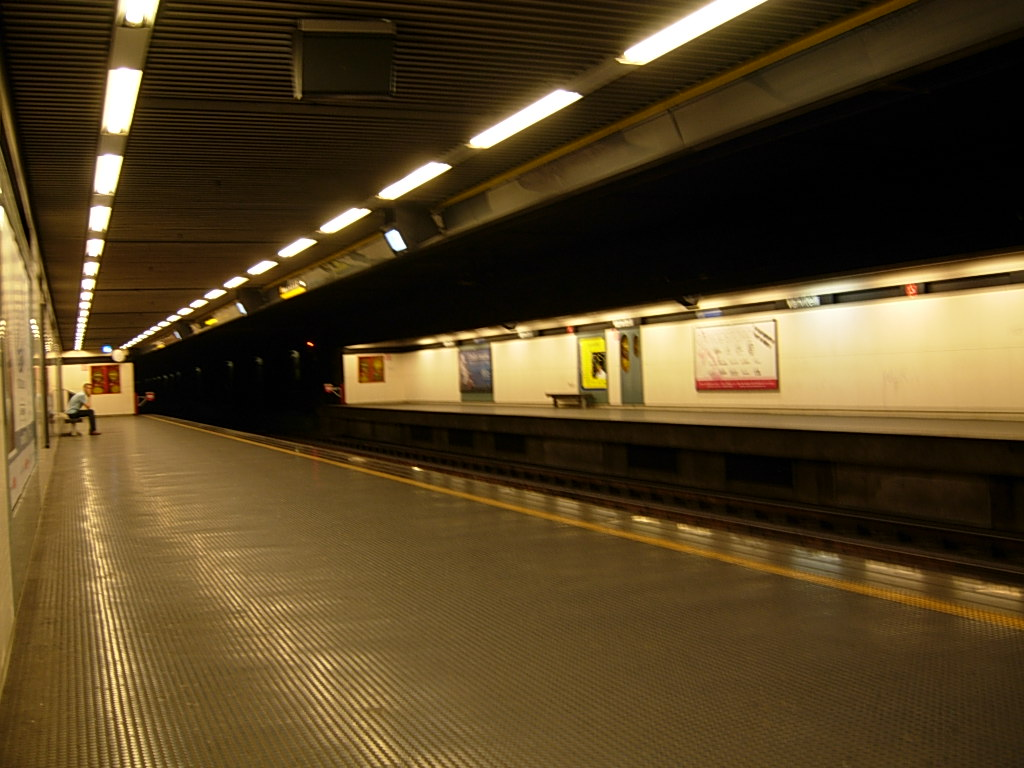
Estación del metro en la Piazza Vanvitelli.

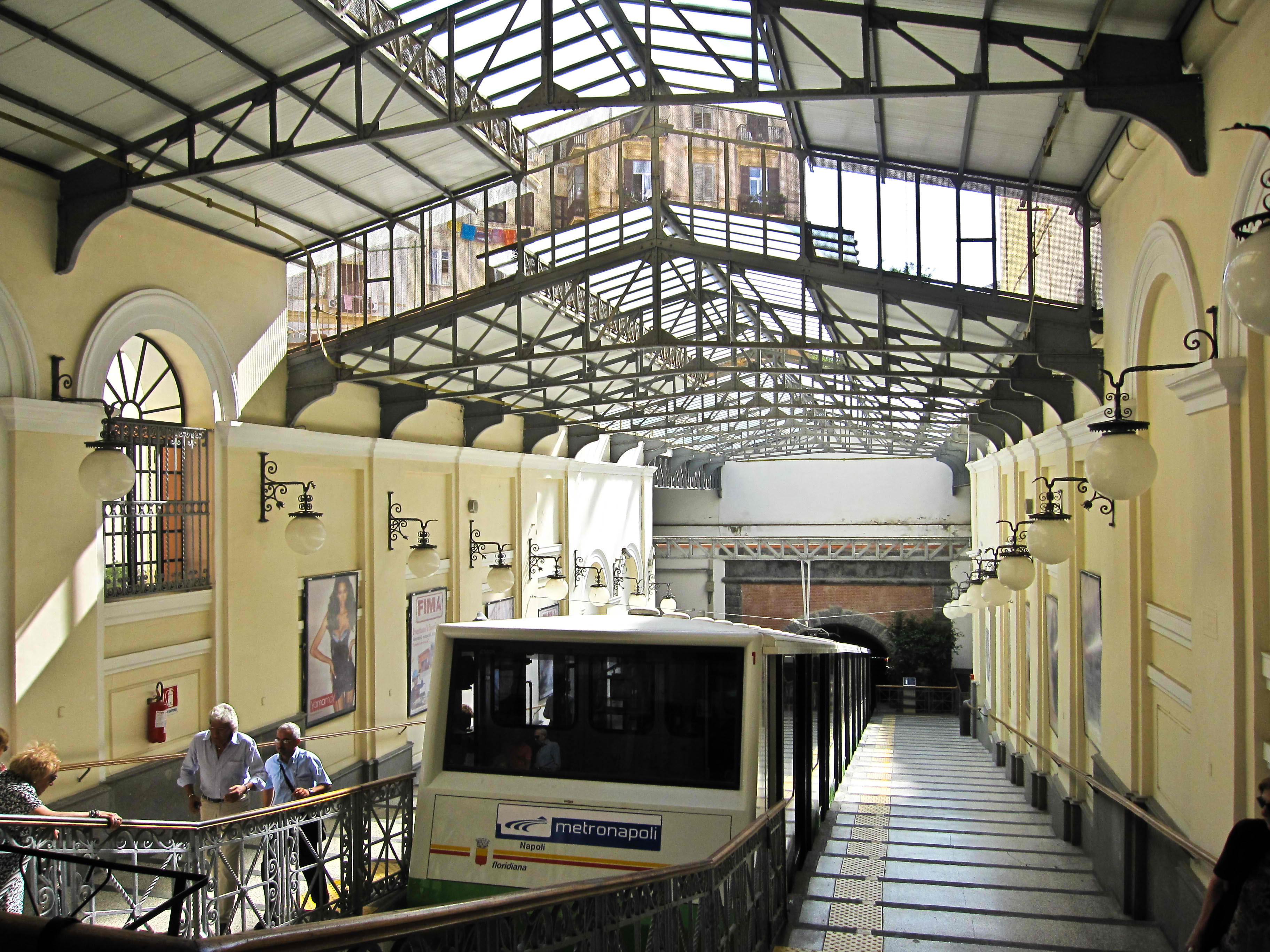
Funicular centrale de Piazza Fuga.

Los medios de transporte más antiguos del barrio, construidos en las primeras décadas del siglo XX, son tres de los cuatro funiculares de la ciudad (Funicolare Centrale, Funicolare di Chiaia y Funicolare di Montesanto) que unen Vomero al centro de la ciudad.
Además, el barrio está unido al metro de la ciudad, mediante la Línea 1 (estaciones Quattro Giornate, Medaglie d'oro, Vanvitelli y Salvator Rosa). La línea 1 de metro de Nápoles ha contribuido a agilizar el tráfico que atascaba las vías de acceso a la colina de Vomero, uniendo rápidamente Vomero con el centro histórico y los barrios de la periferia norte de la ciudad.
Vomero, como las zonas del centro de la ciudad que no están cerradas al tráfico, al ser una zona en gran parte comercial y al mismo tiempo con alta densidad residencial, es uno de los barrios con más tráfico de la ciudad. No obstante, o quizás justo para contrarrestar este fenómeno, mantiene una isla peatonal veinticuatro horas y siempre llena de ciudadanos y turistas, como también sus adyacentes (Piazza Vanvitelli, Via Cimarosa), gracias a los numerosos lugares de encuentro que atraen, sobre todo en los fines de semana, personas de todas las edades. Esta isla peatonal, constituida originalmente (a partir de 1994) solo por la Via Alessandro Scarlatti, desde el 11 de noviembre de 2008 incluye también Via Luca Giordano, importante arteria entre el alto y el bajo Vomero (es decir, entre la zona de San Martino y Piazza Vanvitelli y la de Via Cilea y Via Belvedere) que casi toca el núcleo más antiguo de Vomero, el rione Antignano.
Una de las salidas principales de la Tangenziale (Vomero, salida n.º 9) lleva a dos de las calles principales del barrio: Via Cilea y Via Caldieri (no se considera una salida única porque la desviación está después del peaje). El desvío de Via Pigna (también desde la salida de Vomero) lleva a los barrios vecinos Soccavo y Arenella (aunque la salida está en las inmediaciones del barrio de Vomero).
En los últimos años se han abierto tres escaleras mecánicas urbanas para llevar más ágilmente (cuesta arriba) a los ciudadanos y visitantes, desde la zona de Piazza Fuga o Piazza Vanvitelli, directamente hasta la zona alta de Via Scarlatti, delante de la estación superior del Funicolare di Montesanto, a unos cientos de metros del Castel Sant'Elmo y la Certosa di San Martino. También son numerosos los servicios de autobús que unen Vomero al resto de la ciudad.

## Monumentos y museos
- Castel Sant'Elmo
- Certosa y Museo di San Martino

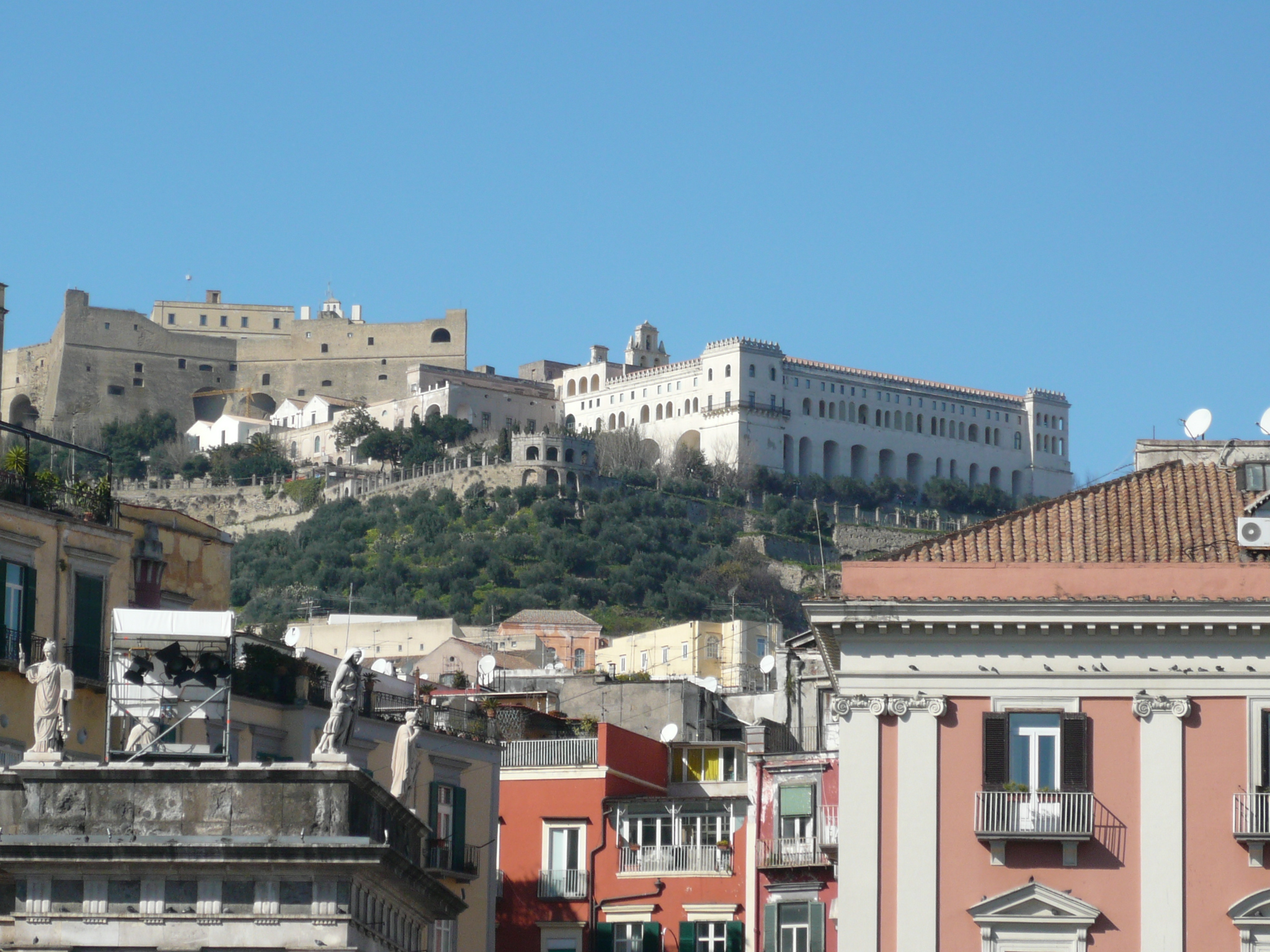
Castel Sant'Elmo y Certosa di San Martino desde la Piazza del Plebiscito.

- Villa Floridiana (alberga el Museo nazionale della ceramica Duca di Martina)
- Chiesa di San Gennaro ad Antignano
- Chiesa di San Gennaro al Vomero
- Chiesa di San Gennariello al Vomero o "Piccola Pompei"
- Chiesa di San Giovanni Battista dei Fiorentini
- Chiesa del Sacro Cuore dei Salesiani
- Chiesa di San Francesco d'Assisi al Vomero
- Chiesa della Madonna della Luce
- Chiesa dell'Architiello

## Eventos
- Napoli Comicon - Salone Internazionale del Fumetto es una feria anual dedicada al cómic y a la animación que se realiza todos los años, en el Castel Sant'Elmo (ahora se realiza en la Mostra d'Oltremare, en el barrio de Fuorigrotta).
- Napoli Film Festival es una de las citas cinematográficas más significativas de la región, que se realiza en junio, también en el Castel Sant'Elmo.

## Rioni, plazas y calles de Vomero

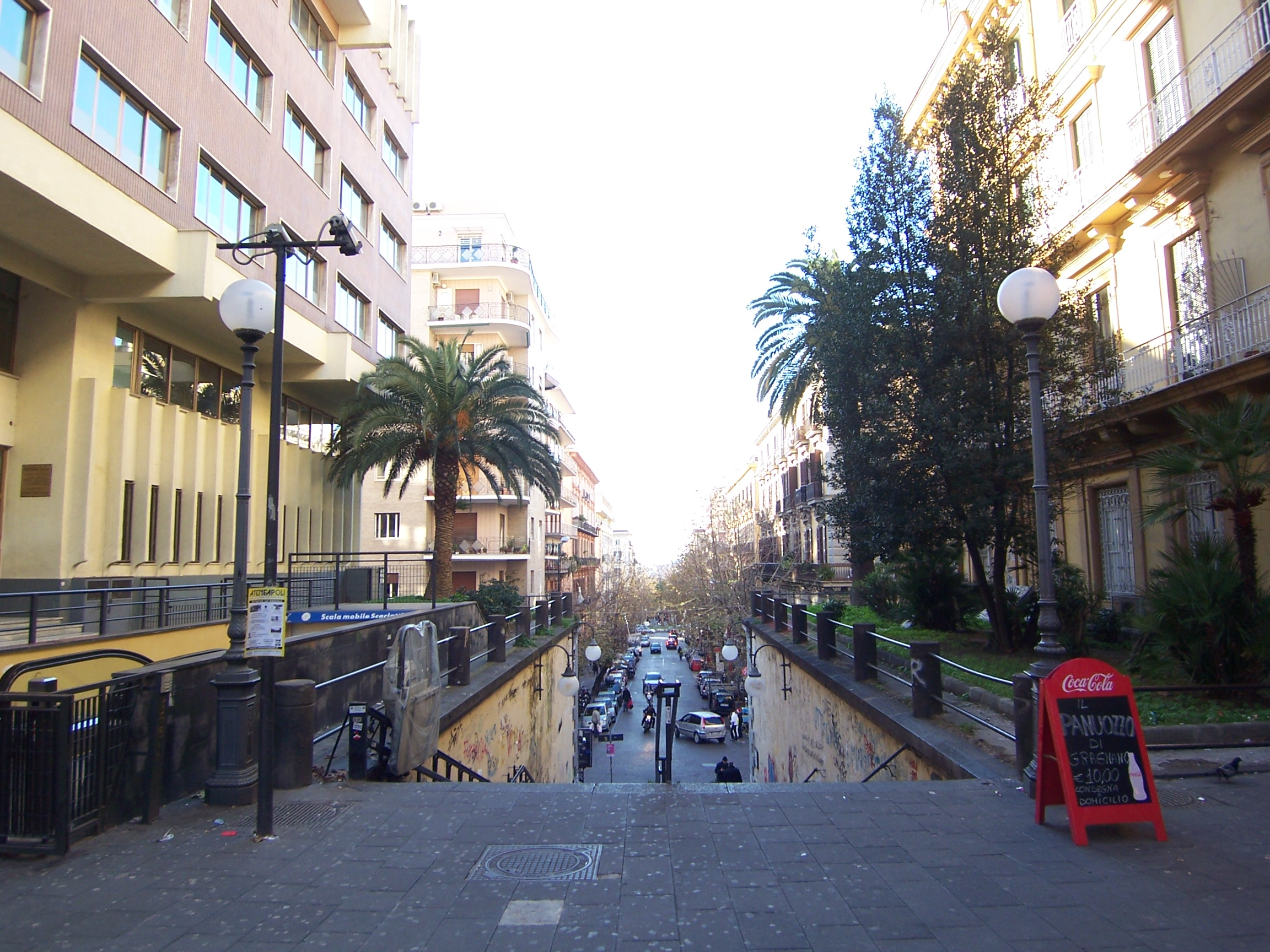
Las escaleras entre la Via Morghen y la Via Scarlatti con la escuela de los salesianos a la izquierda.

- Rione Antignano
- Petraio
- Piazza Vanvitelli
- Piazza Ferdinando Fuga
- Via Alessandro Scarlatti
- Via Raffaele Morghen
- Via Giuseppe Bonito
- Via Domenico Cimarosa
- Via Filippo Palizzi
- Via Aniello Falcone
- Via Francesco Cilea
- Via Gian Lorenzo Bernini

## Vomero como lugar de nacimiento de la industria cinematográfica italiana
En los primeros años del siglo XX surgieron en Vomero algunos de los primeros estudios cinematográficos italianos. La primera de la ciudad fue la Partenope Film (originalmente Fratelli Troncone & C.), de Guglielmo, Vincenzo y Roberto Troncone, que, creada en 1906, estuvo activa unos veinte años, con sede y platós en la Via Solimena.
En 1915 se fundó oficialmente la Polifilms de Giuseppe Di Luggo. La sociedad, creada en 1912 como sociedad de distribución cinematográfica con el nombre de De Luggo & C., en 1914 se transformó en una casa cinematográfica, denominada originalmente Napoli Film, con sede y platós en la Via Cimarosa.
En 1919 la Polifilms en dificultades económicas cedió sus instalaciones y platós a Gustavo Lombardo, ya titular de la sociedad de distribución SIGLA (Società Italiana Gustavo Lombardo Anonima), quien creó la Lombardo Film, la futura Titanus.

## Vomero durante lasQuattro Giornate

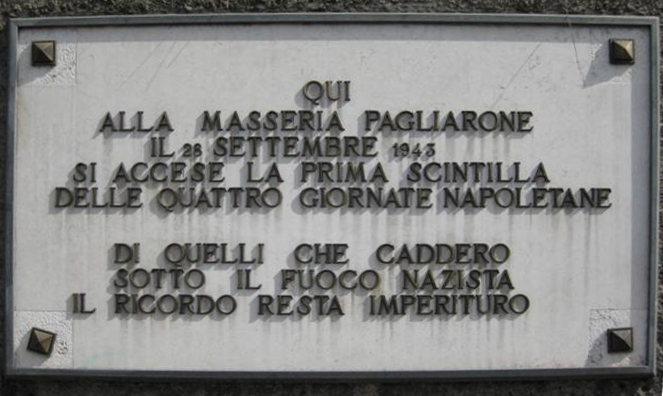
Inscripción commemorativa de las Quattro giornate cerca d la granja Pagliarone en la Via Belvedere.

Fue notable la contribución de Vomero en los Cuatro Días de Nápoles (o Quattro Giornate di Napoli, 27-30 de septiembre de 1943). Fue en Vomero donde se produjeron los primeros enfrentamientos, primero cerca de la granja Pagliarone (donde un grupo de personas armadas paró un automóvil alemán matando al sargento que lo conducía), posteriormente en el cruce entre la Via Scarlatti y la Via Cimarosa, donde se volcó un sidecar alemán provocando la muerte de sus dos ocupantes y la represalia alemana en varias plazas del barrio, en particular en la Piazza Vanvitelli (donde una decena de jovencísimos vomereses salieron de un bar y atacaron a tres soldados alemanes, después de que llegó a Vomero la noticia de la muerte de un marinero, asesinado con un disparo por un nazi) y en la plaza del entonces Stadio Littorio, llamada "Piazza Mascagni" y hoy rebautizada precisamente Piazza Quattro Giornate. Los alemanes habían decidido utilizar el estadio como campo de concentración para los insurgentes; los partisanos rodearon el campo y, armados solo con una ametralladora antiaérea y unas pocas pistolas y fusiles, lograron liberar a los prisioneros. La tarde anterior había caído la armería del Castel Sant'Elmo, no sin derramamiento de sangre; los alemanes, atrincherados también en el interior de la Villa Floridiana, intervinieron para dar batalla.
El Liceo Sannazaro se convirtió en el lugar de encuentro y coordinación de la Resistencia, aquí el profesor Antonio Tarsia in Curia se autoproclamó el 30 de septiembre de 1943 jefe de los insurrectos, asumiendo plenos poderes civiles y militares. Es en el gimnasio de este mismo liceo fue donde se trasladaron los cuerpos de los caídos en los Cuatro Días para la conmemoración.
Actualmente hay en el barrio, en memoria de los eventos, tres placas: una en la fachada del Liceo Sannazaro, otra al lado de la entrada a los cuarteles de los Carabinieri en la Piazza Quattro Giornate, y la tercera, quizá la más importante, en la Via Belvedere frente a la antigua entrada principal de la granja Pagliarone donde se produjo la primera revuelta.

## Deporte
El barrio alberga el complejo polideportivo que ha crecido en torno al Stadio Arturo Collana, donde se practica rugby, judo, atletismo, natación, voleibol, gimnasia artística, patinaje, tenis, esgrima, fútbol americano y fútbol.
El estadio, construido en la época fascista con el nombre de "Stadio dei martiri fascisti" o "Stadio Littorio", ha sido durante mucho tiempo el estadio del SSC Napoli antes de la construcción del Stadio San Paolo en 1959, y es todavía estadio del A.P. Partenope Rugby.
También fue escenario de sucesos dramáticos durante las Cuatro Días de Nápoles, y por tanto la plaza adyacente ha recibido el nombre de Piazza Quattro Giornate.
Vomero ha sido también sede del equipo femenino de baloncesto Vomero Basket, campeón de Italia en la temporada 2006-07 pese a que ha jugado durante mucho tiempo en el PalaBarbuto por la impracticabilidad del gimnasio del Collana.
Finalmente, desde la temporada 2012-13 el Stadio Arturo Collana es el campo local del equipo de fútbol femenino de Nápoles, A.S.D. Napoli Calcio Femminile.
En este barrio está también la sede del Tennis Club Vomero, que alberga muchos eventos nacionales e internacionales de tenis.

## Personas relacionadas con Vomero

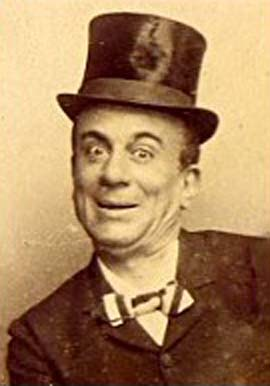
Eduardo Scarpetta

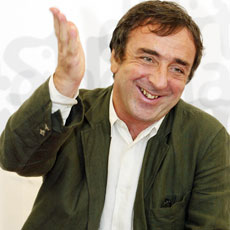
Silvio Orlando

- Jacopo Sannazaro, (1457 – 6 de agosto de 1530) poeta y humanista
- Giovanni Pontano, (7 de mayo de 1429 – 17 de septiembre de 1503) humanista y político
- Giovanni Battista Della Porta (1 de noviembre de 1535 – 4 de febrero de 1615) filósofo, alquimista y comediógrafo
- Salvator Rosa (20 de junio de 1615 – 15 de diciembre de 1673), pintor, grabador y poeta
- Pietro Giannone (7 de mayo de 1676 – 17 de marzo de 1748), filósofo, historiador y jurista
- Eduardo Scarpetta (13 de marzo de 1853 – 29 de noviembre de 1925), actor y comediógrafo
- Attilio Pratella (1856 – 1949), pintor
- Giovanni Capurro (5 de febrero de 1859 – 20 de enero de 1920), poeta y cantautor
- Adolfo Avena (1860 – 1937), ingeniero y arquitecto
- Giuseppe Casciaro (9 de marzo de 1861 – 25 de octubre de 1941), pintor
- Eduardo Di Capua (12 de mayo de 1865 – 3 de octubre de 1917), compositor
- Roberto Troncone (1875 – 1947), fotógrafo y cineasta, pionero de la industria cinematográfica
- Ernesto Murolo (4 de abril de 1876 – 30 de octubre de 1939), poeta, dramaturgo y periodista
- Agostino Salvietti (28 de agosto de 1882 – 2 de diciembre de 1967), actor
- Gino Doria, (1888 – 1975) periodista, escritor e historiador
- Vittorio Parisi (28 de febrero de 1892 – 12 de julio de 1955), poeta y cantante
- Tecla Scarano (20 de agosto de 1894 – 22 de diciembre de 1978), actriz
- Giuseppe Macedonio (25 de septiembre de 1906 – 22 de febrero de 1986), ceramista, escultor y pintor
- Francesco De Martino (31 de mayo de 1907 – 18 de noviembre de 2002), jurista, político e intelectual
- Giovanni Pugliese Carratelli (16 de abril de 1911 - 12 de febrero de 2010), historiador de la Edad Antigua, Accademico dei Lincei y Presidente del Istituto italiano per gli studi storici
- Roberto Murolo (19 de enero de 1912 – 13 de marzo de 2003), cantautor
- Pietro Omodeo (1919), biólogo y ensayista
- Fausto Cigliano (15 de febrero de 1937), guitarrista, cantautor y actor
- Dolores Palumbo (14 de junio de 1912 – 30 de enero de 1984), actriz
- Salvo D'Acquisto (15 de octubre de 1920 – 23 de septiembre de 1943), brigadier de los Carabinieri, medalla de oro al valor militar[8]
- Aldo Giuffré (10 de abril de 1924 – 27 de junio de 2010), actor y doblador
- Carlo Giuffré (3 de diciembre de 1928 - 1 de noviembre de 2018), actor
- Luciano De Crescenzo (18 de agosto de 1928 - 18 de julio de 2019), escritor, regista
- Sandro Ruotolo (9 de julio de 1955), periodista
- Silvio Orlando (30 de junio de 1957), actor
- Giancarlo Siani (19 de septiembre de 1959 – 23 de septiembre de 1985), periodista, víctima de la camorra
- Marina Suma (4 de noviembre de 1959), actriz
- Luigi de Magistris (20 de junio de 1967), político y antiguo magistrado italiano, alcalde de Nápoles
- Roberta Capua (5 de diciembre de 1968), modelo y presentadora de televisión, Miss Italia 1986
- Paolo Sorrentino (31 de mayo de 1970), director, guionista y escritor